# Protoroccella
Protoroccella is een geslacht van schimmels in de familie Roccellaceae. De typesoort is Protoroccella minima.

## Soorten
Volgens Index Fungorum bevat het geslacht twee soorten (peildatum december 2021):
| Soortnaam                | Auteur(s)                             | Publicatiejaar |
| ------------------------ | ------------------------------------- | -------------- |
| Protoroccella follmannii | Sánchez-Pinto & M. Schulz ex Follmann | 2001           |
| Protoroccella minima     | (R. Sant.) Follmann                   | 2001           |